# Zamir Aliji
Zamir Aliji (født 8. april 2004 i Herlev, Danmark) er en dansk-albansk fodboldspiller, der spiller for Boldklubben Frem.

## Karriere

### Ungdom
Den 2. januar 2023 blev det offentliggjort, at Esbjerg fB havde sendt deres daværende U19-spiller Zamir Aliji til prøvetræning hos S.C. Braga og A.C. Perugia.

### Boldklubben Frem
Den 3. august 2023 skiftede Zamir Aliji samt Aleksandar Spasojevic til Boldklubben Frem.
Den 9. august 2023 debuterede Zamir Aliji for Frem i en DBU Pokalkamp imod Næstved Boldklub, hvor han blev skiftet ind i det 68. minut i stedet for Marius Rybner, som endte med et 1-0 tab.
Den 30. maj 2024 forlængede Zamir Aliji sin kontrakt med Frem.